# معركة الرملة (1105)
المعركة الرملة الثالثة، وقعت في 27 أغسطس 1105 بين الصليبيين من بيت المقدس والفاطميين من مصر. تقع بلدة الرملة على الطريق الممتد بين بيت المقدس إلى عسقلان، وأصبحت لاحقاً من أكبر الحصون الفاطمية في فلسطين. من عسقلان، شن الوزير الفاطمي الأفضل شاهنشاه هجماته السنوية على المملكة الصليبية حديثة النشأة من عام 1099 حتى 1107. من بين ثلاث معارك وقعت في الرملة في أوائل القرن 12، كانت الثالثة الأكثر دموية.